# Stadio Pippo Torresan
Stadio Pippo Torresan – stadion znajdujący się w San Donà di Piave służący do rozgrywania meczów rugby union.
Został nazwany na cześć Pippo Torresana, wieloletniego gracza, a następnie działacza klubu Rugby San Donà.
Gościł Mistrzostwa Świata U-19 w Rugby Union Mężczyzn 2002 oraz mistrzostwa Europy U-18 w rugby union mężczyzn w 2006 i 2008.